# Golfklubben Hvide Klit
Golfklubben Hvide Klit er en dansk golfklub beliggende syd for Skagen, i Bunken, og ligger tæt ved Kattegat. Banen er anlagt i åben klitplantage og er en naturbane, der er let at gå. Vinden kan forandre banen totalt.
| Sport | Spire Denne artikel om sport er en spire som bør udbygges. Du er velkommen til at hjælpe Wikipedia ved at udvide den. |

|  | Denne artikel om en bygning eller et bygningsværk kan blive bedre, hvis der indsættes et (bedre) billede. Du kan hjælpe ved at afsøge Wikimedia Commons for et passende billede eller lægge et op på Wikimedia Commons med en af de tilladte licenser og indsætte det i artiklen. |

57°37′08″N 10°25′30″Ø / 57.6189°N 10.4251°Ø